# Ligne principale Nankai
La ligne principale Nankai (南海本線, Nankai-honsen) est une des 2 lignes ferroviaires majeures du réseau Nankai dans la région du Kansai au Japon. Elle relie la gare de Namba à Osaka à celle de Wakayamashi à Wakayama.
C'est une ligne avec un fort trafic de trains de banlieue. Elle permet également l'accès à l'aéroport international du Kansai (services Rapi:t).

## Histoire
La ligne est inaugurée le 29 décembre 1885 entre Namba et Yamatogawa par les chemins de fer Hankai (阪堺鉄道) puis prolongée à Sakai en 1888. L'écartement des rails était de 838 mm.
En 1897, la compagnie Nankai ouvre la section Sakai - Sano à l'écartement 1 067 mm, tandis que la ligne de la Hankai est reconvertie au même écartement pour permettre l'interopérabilité. L'année suivante, Hankai est absorbée par Nankai et la ligne prolongée à Wakayama. En 1903, la ligne arrive à Wakayamashi.

## Caractéristiques

### Ligne
- Ecartement : 1 067 mm
- Alimentation : 1 500 V par caténaire
- Vitesse maximale : 110 km/h
- Nombre de voies :
  - Quadruple voie de Namba à Suminoe
  - Double voie de Suminoe à Wakayamashi

### Interconnexion
La ligne est interconnectée à :
- la ligne Aéroport à Izumisano,
- la ligne Koda à Kinokawa,
- la ligne Wakayamako à Wakayamashi.

### Liste des gares
| Numéro | Gare               | Nom japonais | Distance depuis Namba (km) | Correspondances | Localisation | Localisation           |
| ------ | ------------------ | ------------ | -------------------------- | --- | ------------ | ---------------------- |
| NK01   | Namba              | 難波         | 0                          | Métro d'Osaka : Midōsuji, Sennichimae, Yotsubashi JR West : Yamatoji (à JR Namba) Kintetsu : Namba (à Osaka-Namba) Hanshin Electric Railway : Namba (à Osaka-Namba) | Osaka        | Préfecture d'Osaka     |
| NK03   | Shin-Imamiya       | 新今宮       | 1,4                        | JR West : Ligne circulaire d'Osaka, Yamatoji Métro d'Osaka : Midōsuji, Sakaisuji (à Dōbutsuen-mae) Tramway d'Osaka : Hankai                                         | Osaka        | Préfecture d'Osaka     |
| NK05   | Tengachaya         | 天下茶屋     | 3,0                        | Métro d'Osaka : Sakaisuji | Osaka        | Préfecture d'Osaka     |
| NK06   | Kishinosato-Tamade | 岸里玉出     | 3,9                        | Nankai : Kōya | Osaka        | Préfecture d'Osaka     |
| NK07   | Kohama             | 粉浜         | 5,1                        | | Osaka        | Préfecture d'Osaka     |
| NK08   | Sumiyoshitaisha    | 住吉大社     | 5,7                        | Tramway d'Osaka : Hankai, Uemachi | Osaka        | Préfecture d'Osaka     |
| NK09   | Suminoe            | 住ノ江       | 6,7                        | | Osaka        | Préfecture d'Osaka     |
| NK10   | Shichidō           | 七道         | 8,2                        | | Sakai        | Préfecture d'Osaka     |
| NK11   | Sakai              | 堺           | 9,8                        | | Sakai        | Préfecture d'Osaka     |
| NK12   | Minato (ja)        | 湊           | 11,2                       | | Sakai        | Préfecture d'Osaka     |
| NK13   | Ishizugawa         | 石津川       | 12,7                       | | Sakai        | Préfecture d'Osaka     |
| NK14   | Suwanomori         | 諏訪ノ森     | 13,8                       | | Sakai        | Préfecture d'Osaka     |
| NK15   | Hamaderakōen       | 浜寺公園     | 14,8                       | Tramway d'Osaka : Hankai | Sakai        | Préfecture d'Osaka     |
| NK16   | Hagoromo           | 羽衣         | 15,5                       | Nankai : Takashinohama JR West : Hanwa (à Higashi-Hagoromo) | Takaishi     | Préfecture d'Osaka     |
| NK17   | Takaishi           | 高石         | 17,4                       | | Takaishi     | Préfecture d'Osaka     |
| NK18   | Kita-Sukematsu     | 北助松       | 18,5                       | | Izumiōtsu    | Préfecture d'Osaka     |
| NK19   | Matsunohama        | 松ノ浜       | 19,5                       | | Izumiōtsu    | Préfecture d'Osaka     |
| NK20   | Izumiōtsu          | 泉大津       | 20,4                       | | Izumiōtsu    | Préfecture d'Osaka     |
| NK21   | Tadaoka            | 忠岡         | 22,3                       | | Tadaoka      | Préfecture d'Osaka     |
| NK22   | Haruki             | 春木         | 23,7                       | | Kishiwada    | Préfecture d'Osaka     |
| NK23   | Izumi-Ōmiya        | 和泉大宮     | 25,0                       | | Kishiwada    | Préfecture d'Osaka     |
| NK24   | Kishiwada          | 岸和田       | 26,0                       | | Kishiwada    | Préfecture d'Osaka     |
| NK25   | Takojizō           | 蛸地蔵       | 26,9                       | | Kishiwada    | Préfecture d'Osaka     |
| NK26   | Kaizuka            | 貝塚         | 28,6                       | Mizuma Railway : Mizuma | Kaizuka      | Préfecture d'Osaka     |
| NK27   | Nishikinohama      | 二色浜       | 30,4                       | | Kaizuka      | Préfecture d'Osaka     |
| NK28   | Tsuruhara          | 鶴原         | 31,3                       | | Izumisano    | Préfecture d'Osaka     |
| NK29   | Iharanosato        | 井原里       | 32,4                       | | Izumisano    | Préfecture d'Osaka     |
| NK30   | Izumisano          | 泉佐野       | 34,0                       | Nankai : Aéroport (interconnexion) | Izumisano    | Préfecture d'Osaka     |
| NK33   | Hagurazaki         | 羽倉崎       | 36,1                       | | Izumisano    | Préfecture d'Osaka     |
| NK34   | Yoshiminosato      | 吉見ノ里     | 37,4                       | | Tajiri       | Préfecture d'Osaka     |
| NK35   | Okadaura           | 岡田浦       | 38,8                       | | Sennan       | Préfecture d'Osaka     |
| NK36   | Tarui              | 樽井         | 40,6                       | | Sennan       | Préfecture d'Osaka     |
| NK37   | Ozaki              | 尾崎         | 43,1                       | | Hannan       | Préfecture d'Osaka     |
| NK38   | Tottorinoshō       | 鳥取ノ荘     | 44,6                       | | Hannan       | Préfecture d'Osaka     |
| NK39   | Hakotsukuri        | 箱作         | 46,6                       | | Hannan       | Préfecture d'Osaka     |
| NK40   | Tannowa            | 淡輪         | 50,2                       | | Misaki       | Préfecture d'Osaka     |
| NK41   | Misaki-kōen        | みさき公園   | 51,9                       | Nankai : Tanagawa | Misaki       | Préfecture d'Osaka     |
| NK42   | Kyōshi             | 孝子         | 56,3                       | | Misaki       | Préfecture d'Osaka     |
| NK43   | Wakayamadaigakumae | 和歌山大学前 | 58,0                       | | Wakayama     | Préfecture de Wakayama |
| NK44   | Kinokawa           | 紀ノ川       | 61,6                       | Nankai : Kada (interconnexion) | Wakayama     | Préfecture de Wakayama |
| NK45   | Wakayamashi        | 和歌山市     | 64,2                       | Nankai : Wakayamakō (interconnexion) JR West : Kisei | Wakayama     | Préfecture de Wakayama |